# Регіональний центр професійної освіти будівельних технологій Харківської області
Державний навчальний заклад «Регіональний центр професійної освіти будівельних технологій Харківської області» — заклад професійно-технічної освіти, який готує фахівців у будівельній та інших галузях економіки України. Розташований у Салтівському районі м. Харкова. 

## Історія
У листопаді 1943 року навчальний заклад заснований, як школа фабрично-заводського навчання № 8, яка згодом була перейменована на фабричний навчальний заклад № 32.
Він був прикріплений до верстатобудівного заводу. Під керівництвом майстрів підприємства учні відбудовували місто, його підприємства, а також допомагали виробляти продукцію для потреб фронту. 
З 1956 року змінюється назва закладу: фабричний навчальний заклад № 32 перетворюється на дворічне будівельне училище № 8.
У 1968 році назву знову було змінено на міське професійне училище №20.
У 1997 році воно було реорганізовано, а у 2017 році отримало назву Регіональний центр професійної освіти.

## Загальна інформація
Учні навчального закладу проходять практику у різних будівельних організаціях, наприклад:
- Житлобуд-1;
- Житлобуд-2;
- Автомобіліст-98

У закладі є два спортивні зали (тренажерний та для боксу), працюють гуртки технічної творчості, художньої самодіяльності.
Також у закладі працює бібліотека, що забезпечена різними технічними засобами: комп'ютером з'єднаним з мережею Інтернет, копіювальним апаратом тощо.